# Bilasuvar
Bilasuvar (en azerí: Biləsuvar) es una localidad de Azerbaiyán, capital del raión Biləsuvar.
Se encuentra a una altitud de 5 m sobre el nivel del mar.

## Demografía
Según estimación 2010 contaba con 20101 habitantes.